# Арес (Marvel Comics)
Арес (англ. Ares) — персонаж, бог Олимпийского пантеона вселенной комиксов издательства Marvel Comics, образ которого основан на одноимённом греческом боге. Он впервые появился в «Thor» #129 (Июнь 1966) и был создан Стэном Ли и Джеком Кёрби.
Обычно Арес выступает в качестве противника Тора и Геркулеса. В 2006 году он обзавёлся собственной одноимённой серией.

## История публикаций
Арес впервые появился в 129 выпуске комикса о Торе (июнь 1966 года), авторами которого являются Стэн Ли и Джек Кирби. После своего дебюта Арес часто выступал злодеем в комиксах о Торе и Мстителях.
В 2005 году вышла короткая серия Майкла Эйвона Ойминга и Трэвела Формана Ares, в которой Арес был представлен антигероем.
После событий «Гражданской войны» в 2007 году он стал одним из Могучих Мстителей во главе с Тони Старком, окончательно превратившись из злодея в супергероя. Наряду с Часовым он был одним из двух членов команды, которые перешли на сторону Нормана Озборна во время эпохи «Тёмного правления». Тогда же команды была реформирована в Тёмных Мстителей. Впоследствии у Ареса появилась собственная ограниченная серия «Тёмные мстители: Арес», состоящая из трёх выпусков и написанная Кироном Гилленом. Он появляется в качестве члена Тёмных Мстителей с «Тёмные Мстители» #1 (Март 2009) вплоть до момента своей смерти в серии «Осада». После расформировки Тёмных Мстителей в конце «Осады» Арес появляется в другой ограниченной серии «Savage Axe of Ares» (Апрель 2010).
Во время сюжетной дуги «Chaos War» Арес появляется в серии «Chaos War: Ares».

## Силы и способности
- Сверхчеловеческая сила: Арес обладает сверхчеловеческой силой и поднимает больше 75 тонн. Среди Олимпийцев ему равны только Плутон и Нептун, а превосходят Геркулес и Зевс.
- Сверхчеловеческая скорость: Сильные ноги Ареса позволяют ему бегать быстрее любого атлета.
- Сверхчеловеческая выносливость: Организм Ареса почти не выделяет токсинов усталости, в результате чего он обладает почти неограниченной выносливостью.
- Неуязвимость: Кожа, мускулы и кости Ареса примерно в 3 раза плотнее, чем у человека.
- Сверхчеловеческая стойкость: Сверхплотная кожная ткань Ареса позволяет ему пережить то, что убило бы обычного человека. Он может выдержать удары, взрывы огромной мощности, падение с высоты, высокие температуры. Но такие магические орудия как, например Мьёлльнир могут ранить его.
- Сверхчеловеческая ловкость: Физическая координация, ловкость и рефлексы Ареса превосходят способности атлета, который находится на пиковом для человека физическом состоянии.
- Ограниченные магические способности: Арес обладает магическими способностями, которые сильно ограниченны. Например, ощущение поблизости других магических сущностей, телепортация на Олимп и обратно на землю.
- Бессмертие: Как все Олимпийцы Арес бессмертен, в отличие от Асов и Ками (Kami), которые являются лишь долгожителями. Он не подвержен старению и неуязвим ко всем известным болезням и инфекциям.
- Регенеративный исцеляющий фактор: Несмотря на плотную кожу, Арес все же может быть ранен. Однако его тело способно заживить рану и восстановить ткани намного быстрее людей. Тем не менее, Арес не способен восстановить недостающие конечности или органы без магии.

### Способности
- Мастер рукопашного боя: Арес мастер многих современных и всех древнегреческих единоборств.
- Мастер обращения с оружием: Так же Арес мастерски орудует холодным и огнестрельным оружием.
- Мастер тактики: Огромный опыт в сражениях сделал Ареса отличным военным тактиком. Арес один из самых талантливых и безжалостных воинов, которые когда-либо шагали по земле.
- Эксперт допросов: Арес отлично знает многие методы допроса, включая пытки.

## Вне комиксов
- Арес появляется в одном из эпизодов мультсериала «Супергерои Marvel».
- В игре «Marvel: Avengers Alliance» для Facebook Арес является открываемым персонажем.
- Арес появляется в четвёртом сезоне мультсериала «Мстители, общий сбор!»
- Скульптурное изображение головы Ареса можно увидеть в фильме «Тор: Рагнарёк» на башне Грандмастера на Сакааре, что говорит о том, что Арес был одним из чемпионов арены.